# Kali (pez)
Kali es un género de peces de la familia Chiasmodontidae. Fue descrito por Richard E. Lloyd en 1909.

## Especies
- Kali colubrina M. R. S. de Melo, 2008
- Kali falx M. R. S. de Melo, 2008
- Kali indica Lloyd, 1909
- Kali kerberti (M. C. W. Weber, 1913)
- Kali macrodon (Norman, 1929)
- Kali macrura (A. E. Parr, 1933)
- Kali parri R. K. Johnson & Cohen, 1974